# Den Hageske Stiftelse
Den Hageske Stiftelse er en dansk selvejende institution oprettet 1915 af godsejer Johannes Hage. Den er hjemmehørende på Nivaagaard.
Ifølge fundatsen skal stiftelsen hjælpe syge mennesker "til helbredelse og lindring". Hage gav 500.000 kr. til stiftelsen som startkapital. Renterne skulle anvendes til kurophold for nervelidende mennesker. Hage havde oprindeligt planer om at opføre et nervesanatorium i 1919, men opgav ideen, eftersom behovet allerede var dækket af andre institutioner.
Da Hage døde i 1923, var Nivaagaards Malerisamling og Nivaagaard Hospital allerede selvejende institutioner. Resten af Johannes Hages ejendomme blev i gældfri stand testamenteret til Den Hageske Stiftelse, Nivaagaards Teglværk, avlsgård, hovedbygningen og Nive Mølle.
Johannes Hages ønske om, at Nivaagaards hovedbygning skulle anvendes til rekonvalescenthjem for nervelidende kvinder, blev til virkelighed i 1934, men hjemmet blev lukket igen i 1959. 
Et medlem af Hage-slægten sidder i bestyrelsen og er som regel formand. Nevøen Christopher Hage blev udpeget af Johannes Hage til den første bestyrelse.